# Laverrière
Laverrière – miejscowość i gmina we Francji, w regionie Hauts-de-France, w departamencie Oise.
Według danych na rok 1990 gminę zamieszkiwały 23 osoby, a gęstość zaludnienia wynosiła 6 osób/km² (wśród 2293 gmin Pikardii Laverrière plasuje się na 970. miejscu pod względem liczby ludności, natomiast pod względem powierzchni na miejscu 983.).